# Kamen Rider Gavv
Kamen Rider Gavv (仮面ライダーガヴ, Kamen Raidā Gavu?) es el título de la 35° temporada de la franquicia Kamen Rider, producida por Toei Company y estrenada en TV Asahi desde el 1 de septiembre del 2024. El eslogan de la temporada es "Bocadillos y el mal, los comeré!!!!" (お菓子も悪も、俺が食べつくす!!!!, Okashi mo aku mo, Ore ga tabe tsukusu!!!!?)

## Argumento
Los Granute son una forma de vida inteligente que provienen de otro mundo y operan en secreto en el mundo humano. Shoma Stomach, un híbrido humano-Granute e hijo de la Familia Stomach, una poderosa familia del Mundo Granute, huye del Mundo Granute y se queda varado en la Tierra. Allí, al experimentar los nuevos sabores del mundo humano, crea Gochizo, pequeñas criaturas que puede usar para transformarse en Kamen Rider Gavv. Como Gavv, Shoma lucha contra el resto de la Familia Stomach, que mató a su madre humana y está secuestrando humanos para transformarlos en Bocadillos Oscuros, que ella le advirtió que nunca comiera, renunciando al nombre Stomach y adoptando su apellido, Inoue. Cuenta con la ayuda de Sachika Amane, directora ejecutiva de la tienda de todo tipo Hapipare, que lo acoge, y Hanto Karakida, un escritor independiente que investiga a Shoma y a los Granute que puede transformarse en Kamen Rider Valen.

## Personajes

### Riders
- Shōma Inoue (井上 生真, Inoue Shōma?)/Kamen Rider Gavv (仮面ライダーガヴ, Kamen Raidā Gavu?): Es un joven que proviene del mismo mundo que los monstruos Granute. En busca de su madre desaparecida, Shōma llega al mundo humano. Al experimentar los nuevos sabores del mundo humano, Shōma crea los Gochizou que le permiten transformarse en Kamen Rider Gavv y luchar contra los Granute. Es un poco glotón y ama todos los dulces. Como mitad humano y habiendo sido criado por su madre humana, Shoma se preocupa mucho por la humanidad y los admira. Sin embargo, como medio Granute, es biológicamente similar a ellos, lo que significa que los civiles comunes no podrán diferenciarlos a ambos y seguirán viendo a Gavv como un monstruo a pesar de haberlos salvado. Sin embargo, Shoma parece desarrollar un miedo a ser débil e incapaz de proteger a sus seres queridos, ya que se siente en parte responsable de lo que le sucedió a su madre cuando era un niño. Se lamenta por ser débil, habiendo sido apenas capaz de escapar de los Granutes mientras buscaba refugio en la Tierra. A pesar de eso, desea cambiar para mejorar y volverse más fuerte[2]
- Hanto Karakida (辛木田 絆斗, Karakida Hantō?)/Kamen Rider Valen (仮面ライダーヴァレン, Kamen Raidā Varen?): es un escritor independiente audaz que sigue casos criminales y otros sucesos extraños y busca información sobre los Granute. Hanto se muestra amigable, también es racional y observador. Sin embargo, su tendencia a meterse en problemas de frente resulta ser problemática, ya que rara vez se prepara para ellos. Sin embargo, cada vez que se enfrenta a Granute, se llena de rabia y odio debido a la pérdida de su Madre y Figura de Mentora a manos de los Granute.[3]
- Lakia Amaruga (ラキア・アマルガ, Rakia Amaruga?)/Kamen Rider Vram (仮面ライダーヴラム, Kamen Raidā Vuramu?): Es un Granute que se infiltró en Stomach Inc. para encontrar al asesino de su hermano. Inicialmente, Lakia se muestra como un Granute que toma medidas drásticas para conseguir algunos bocadillos oscuros, pero en realidad, no muestra ningún interés en ellos, incluso despreciando por completo la golosina. Se muestra que Lakia tiene dos caras, ya que mantiene una fachada humilde y trabajadora siempre que está con miembros de Stomach Inc. (excepto Nyelv) con la esperanza de ganar rangos en su jerarquía.[4]
- Dark Shoma (ダークショウマ, Dāku Shōma?)/Kamen Rider Bitter Gavv (仮面ライダービターガヴ, Kamen Raidā Bitā Gavu?): Es un individuo misterioso que se parece a Shoma. La personalidad de Dark Shoma es exactamente el polo opuesto de Shoma, ya que no le importa el bienestar de los demás. Recién nacido, actúa como un niño; hace berrinches y ataca salvajemente a cualquiera cuando no consigue lo que quiere o cuando algo no sale como él quiere.[5]
- Kenzo Suga (酸賀 研造, Suga Kenzō?)/Kamen Rider Bake (仮面ライダーベイク, Kamen Raidā Beiku?): Kenzo Suga es un investigador de Granutes. Lleva casi veinte años investigando sobre los Granutes y cómo evolucionar a las personas. Durante este periodo, Suga conoce a Nyelv Stomach y ambos comienzan a intercambiar información. Suga se muestra tranquilo, pero se llena de energía cuando se mencionan temas relacionados con su investigación. Sin embargo, aunque la mayoría lo desconoce, Suga es un hombre amoral dispuesto a sacrificar personas, ya sea usándolas como sujetos de prueba o cebo, para lograr su objetivo de crear la forma de vida más fuerte capaz de vencer a los Granutes. Tiene la costumbre de subirse las gafas y chasquear los dedos para enfatizar su argumento.[6]

### Aliados
- Sachika Amane (甘根 幸果, Amane Sachika?): la enérgica dueña de la tienda general Hapipare que toma a Shōma bajo su protección, es alegre y se preocupa por la felicidad de otras personas.
- Denter Stomach (デンテ・ストマック, Dente Sutomakku?): Es el tío abuelo de Shoma. Fue el anterior jefe de I+D de Stomach Inc. Actualmente reside en la Tierra como aliado de su sobrino nieto en su lucha contra sus hermanos.

### Villanos
- Lango Stomach (ランゴ・ストマック, Rango Sutomakku?): Amenazante y carismático, Lango es el hijo mayor de la malvada familia Stomach y se desempeña como líder de la organización familiar.
- Glotta Stomach (グロッタ・ストマック, Gurotta Sutomakku?): Atractiva y fuerte, Glotta es la hermana mayor de la familia Stomach, encargada de la fabricación de dulces.
- Nyelv Stomach (ニエルブ・ストマック, Nierubu Sutomakku?): Frío e intrigante, Nyelv es el segundo hermano mayor de la familia Stomach, quien supervisa los desarrollos tecnológicos del grupo.
- Shita Stomach (シータ・ストマック, Shīta Sutomakku?) y Jeebh Stomach (ジープ・ストマック, Jīpu Sutomakku?): Son los traviesos gemelos telepáticos y los más jóvenes de la familia Stomach, quienes supervisan la adquisición de ingredientes.

## Lista de Episodios
1. ¿¡Un bocadillo Kamen Rider!? (おカシな仮面ライダー!?, Okashina Kamen Raidā!??)[7]
2. Patatas fritas Zakuzaku felices (幸せザクザクチップス, Shiawase Zakuzakuchippusu?)[8]
3. El ponche de soda es un placer culpable (ソーダパンチは罪な味, Sōda Panchi wa Tsumina Aji?)[9]
4. ¡Más malvaviscos por favor! (マシュマロおかわり!, Mashumaro o Kawari!?)[10]
5. Los recuerdos son dolorosos (思い出がヒリヒリ, Omoide ga Hirihiri?)[11]
6. La transformación es chocolate amargo (変身はビターチョコ, Henshin wa Bitā Choko?)[12]
7. ¿Qué sabor se esconde bajo la máscara? (仮面の下はどんな味, Kamen no Shita wa Don'na Aji?)[13]
8. Doble chocolate (デュアル チョコレイト, Dyuaru Chokoreito?)[14]
9. ¡Truco o baile! (トリック オア ダンス！, Torikku oa Dansu!?)[15]
10. ¡Cañón de caramelos extragrande! (特盛り! キャンディ砲!, Toku-mori! Kyandi-hō!?)[16]
11. ¡Cuidado con las palabras dulces! (あまい言葉にご用心!, Amai Kotoba ni Goyōshin!?)[17]
12. Un vínculo conectado por las donas (ドーナツがつなぐ絆, Dōnatsu ga Tsunagu Kizuna?)[18]
13. Pastel casero prometido (約束の手作りケーキ, Yakusoku no Tezukuri Kēki?)[19]
14. ¡Despertar milagroso! Pastelito (奇跡の覚醒! ケーキング,?, Kiseki no Kakusei! Kēkingu)[20]
15. ¡Granute escapado! (脱走グラニュート！, Dassō Guranyūto!?)[21]
16. El regalo de Navidad (ノエルのおくりもの, Noeru no Okurimono?)[22]
17. Los tentáculos de caramelo saben a felicidad (カラメる触手は幸福味, Karameru Shokushu wa Kōfuku aji?)[23]
18. ¡Extremadamente fuerte! El guardaespaldas de pudín (激強！プリンな用心棒, Geki-tsuyo! Purin'na Yōjinbō?)[24]
19. El secreto del sabor agridulce del pudin (プリンのほろ苦隠し味, Purin no Horoniga Kakushi Aji?)[25]
20. ¡Entrada! ¡A la fábrica de snacks oscuros! (突入！闇菓子工場へ！, Totsunyū! Yamigashi Kōjō e!?)[26]
21. Gavv demasiado amargo (ビターすぎるガヴ, Bitā Sugiru Gavu?)[27]
22. La verdad es dulce y amarga (真実は甘く苦い, Shinjitsu wa Amaku Nigai?)[28]
23. Dulces rotos (ブロークンスイーツ, Burōkun Suītsu?)[29]
24. Una cucharada de helado de avivamiento (復活のアイスひとさじ, Fukkatsu no Aisu Hitosaji?)[30]
25. La felicidad virtual, el sabor del néctar (虚像の幸せ 蜜の味, Kyozō no Shiawase, Mitsu no Aji?)[31]
26. Pudín enojado (怒りのぷっつんプリン, Ikari no Puttsun Purin?)[32]
27. Agrio y dulce hasta el punto de quemar (酸いも甘いも焦がす程, Sui mo Amai mo Kogasu Hodo?)[33]
28. ¡Frappe de chocolate de los lazos! (絆のチョコフラッペ！, Kizuna no Choko Furappe!?)[34]
29. ¡La boda sorpresa de Jiip! (ジープの電撃結婚！, Jīpu no Dengeki Kekkon!?)[35]
30. La hija presidencial más terrible (最凶の大統領令嬢, Saikyō no Daitōryō Reijō?)[36]
31. Un matrimonio difícil (辛苦マリアージュ, Shinku Mariāju?)[37]
32. ¡Copa de los verdaderos sentimientos! (本音をカップオン!, Hon'ne o Kappu On!?)[38]
33. ¡Muerte de un golpe! Over Gavv (一撃必殺！！ オーバーガヴ！, Ichigeki Hissatsu!! Ōbā Gavu!?)[39]
34. ¡La gran operación 100 Gochizo! (100匹ゴチゾウ大作戦！, Hyappiki Gochizō Dai Sakusen!?)[40]
35. ¡Cero dulzura! Lango acorazado (甘さゼロ！ 鉄壁のランゴ, Ama-sa Zero! Teppeki no Rango?)[41]
36. ¡Gira! ¡Despertar! Maestro Gavv (逆転！ 覚醒！ マスターガヴ, Gyakuten! Kakusei! Masutā Gavu?)[42]
37. Nunca lo he olvidado (忘れたことはない, Wasureta Koto Wanai?)[43]
38. El otro lado del odio (憎しみの向こう側, Nikushimi no Mukō-gawa?)[44]
39. Te he estado buscando (探し求めていたのに, Sagashimotomete Itanoni?)[45]
40. El Reminiscente A La Mode (追憶のアラモード, Tsuioku no A Ra Mōdo?)[46]
41. Las gafas se acercan cada vez más (追にじり寄る眼鏡, Nijiriyoru Megane?)[47]
42. Al final de los sentimientos rotos (割れた思いの果てに, Wareta Omoi no Hate ni?)[48]
43. ¿A qué sabe el mundo humano? (人間界はどんな味？, Ningen-kai wa Don'na Aji??)[49]
44. Un momento deslumbrante que nunca volverá (まぶしくて戻らない瞬間, Mabushikute Modoranai Shunkan?)[50]
45. Ya no dejaré que nadie me los quite (もう誰にも奪わせない, Mō Dare ni mo Ubawasenai?)[51]
46. La determinación de Shoma (決意のショウマ, Ketsui no Shōma?)[52]
47. Feliz distopía (幸せのディストピア, Shiawase no Disutopia?)[53]
48. Ardiente Amazingummy (燃えろアメイジングミ, Moero Ameijingumi?)[54]

## Reparto
- Shōma Inoue, Dark Shōma: Hidekazu Chinen
- Hanto Karakida: Yūsuke Hino
- Lakia Amaruga: Kōhei Shōji
- Kenzo Suga: Shintarō Asanuma
- Sachika Amane: Nozomi Miyabe
- Dente Stomach: Yohei Tadano
- Lango Stomach: Takashi Tsukamoto
- Glotta Stomach: Machi Chitose
- Nyelv Stomach: Ryō Takizawa
- Shita Stomach: Honoka Kawasaki
- Jeebh Stomach: Ruito Koga

## Temas musicales

### Tema de entrada
- "Got Boost?"
  - Letra: Shokō Fujibayashi
  - Música SKY BEATZ / FAST LANE
  - Intérprete: FANTASTICS from EXILE TRIBE